# Oláhkékes
Olahkékes (románul: Chechiș) falu Romániában, Máramaros megyében.

## Fekvése
Oláhkékes Máramaros megye nyugati részén, Feketefalutól délkeletre, a Lápos folyó jobb partja közelében fekvő település.

## Története
Nevét a korabeli oklevelek a 14. században Kekes-nek írták.
1515-ben Báthory György, Báthory István, és Báthory András kapták királyi adományul. 
1564-ben a Vetési család tagjai osztoztak rajta. 1643-ban Lisibona Jánosnak ígérte a kamara, de mivel Vetési Kökényesdi Péter utódai voltak benne, nem adhatták át. 1645-ben Vay Péter szerzett benne részt. A 16. század közepén a nagybányai uradalomhoz tartozott, és ezzel a szatmári vár része volt. A 18. században több birtokosa volt; így az Uray, Mátay, Mihályi családoké, övék maradt egészen a 19. század közepéig. A 20. század elején nagyobb birtokosa nem volt. A trianoni békeszerződés előtt Szatmár vármegyéhez tartozott.

## Nevezetességek
- Görögkatolikus temploma – kettő is van, melyekből az egyik 1672-ben, a másik 1827-ben épült.